# Comandău
Comandău là một xã thuộc hạt Covasna, România. Dân số thời điểm năm 2002 là 1050 người.